# Retrónimo
Retrónimo (português europeu) ou retrônimo (português brasileiro) é um tipo de neologismo gerado pela modificação do nome original de um objeto ou conceito para diferenciá-lo de uma versão mais recente do mesmo. Boa parte dos retrônimos são criados em função de um avanço da tecnologia, que adiciona um adjetivo ou modificador ao nome do novo objeto ou conceito criado, gerando a necessidade de um adjetivo contrário ou complementar para ser adicionado ao original.
O termo retrónimo (em inglês, retronym) foi criado por Frank Mankiewicz em 1980, e popularizado por William Safire no The New York Times .
A palavra retrónimo em si é um neologismo.

## Exemplos
Exemplos comuns de retrônimos são:
- A guitarra acústica, assim chamada apenas depois do surgimento da guitarra elétrica.
- A Primeira Guerra Mundial, chamada "a Grande Guerra" ou "a Guerra Mundial" até que houve a segunda.
- O telefone fixo, que era apenas telefone até a invenção e difusão do telefone móvel.
- Os televisores e monitores de tubo (CRT), que eram chamados simplesmente de TVs e monitores, antes do surgimento das versões em LCD desses equipamentos.